# Chiến dịch Brotherhood
Chiến dịch Brotherhood (tiếng Anh: Operation Brotherhood) là hoạt động nhân đạo do Tổng thống Magsaysay phát động nhằm đưa đoàn tình nguyện viên Philippines đến Sài Gòn cứu viện, cải thiện điều kiện vệ sinh và hỗ trợ thuốc men cho những người dân tị nạn Việt Nam. Chiến dịch này còn được mở rộng trên phạm vi toàn thế giới khi nhiều quốc gia khác cũng chung tay với Philippines trong việc cứu trợ người dân tị nạn miền Nam Việt Nam.
Mặc dù chiến dịch Brotherhood cam kết thực hiện vì mục đích nhân đạo nhưng nó lại mang nhiều ý nghĩa chính trị. Bản thân tên gọi của chiến dịch này đã ám chỉ đến lực lượng quân đội theo học thuyết của Philippines về "tình anh em" (brotherhood) giữa quân nhân và nhân dân. Theo Ngoại trưởng Mỹ John Foster Dulles, chiến dịch Brotherhood là sự thể hiện ấn tượng của thế giới tự do cho các vấn đề Việt Nam.
Chính phủ Philippines đã trao Giải thưởng Ramon Magsaysay cho chiến dịch này vào năm 1958 nhằm ghi nhận tinh thần phục vụ các dân tộc khác trong thời điểm cần thiết mà nó vừa hình thành và phát huy, cũng như tình hữu nghị quốc tế mà nó đã nuôi dưỡng ở Việt Nam.